# Gulumapu
Gulumapu (ou Gülu Mapu) é o território Mapuche, "Wallmapu" localizado a oeste da cordilheira dos Andes no que é hoje o Chile. A parte leste do wallmapu localizado atualmente no que hoje é a Argentina denomina-se Puel Mapu.   O Gulu Mapu e Puel Mapu estão separadas pelo Pire Mapu, que corresponde à cordilheira dos Andes.
O Gulu Mapu era constituído pelas seguintes identidades territoriais: Bafkeh Che ou Lafkenche (gente da Costa, setor ocidental da cordilheira Nahuelbuta), Naüq Che ou Naüqche (inferior, encosta oriental da cordilheira Nahuelbuta), Wente Che (superior, pré cordilheira dos Andes). Essas identidades dos Gulumapu foram denominadas pelos cronistas e outros Povos contemporâneos como: Moluches, Aucaes, Araucanos e Voroganos.

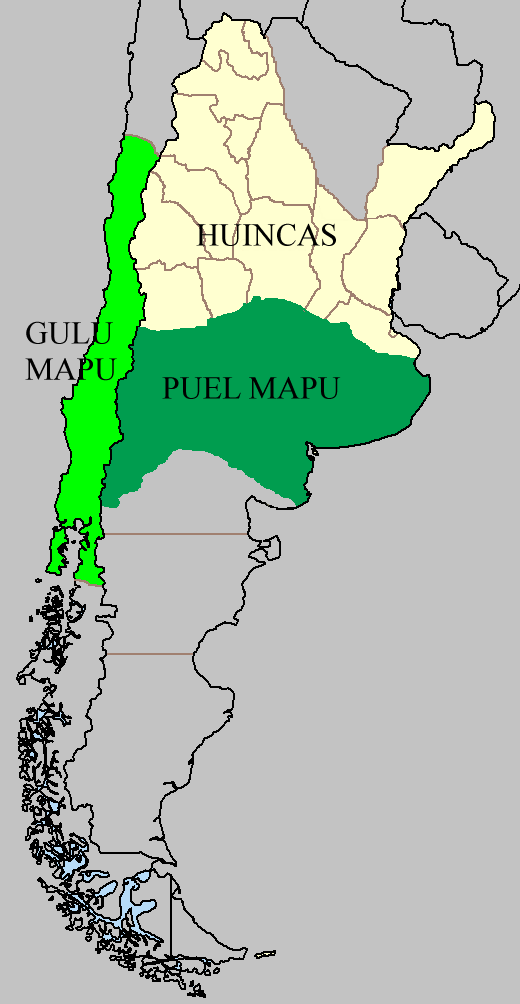
Localização histórica do Gulumapu

Os limites territoriais do Mapunche Wajontu Mapu, ao entrar em contato com os espanhóis, em meados do século XVI estendia-se no Gulu Mapu, desde o rio Limarí, ao Norte, até a Ilha Grande de Chiloé, ao Sul, o oceano Pacífico e Ilha Mocha, a oeste, e a Cordilheira dos Andes, a leste.
O Gulumapu como muitos outros conceitos Mapuche, são polissêmicos,  ou seja, possuem vários significados que dependem do contexto em que estão sendo utilizados, como é o caso de Wallmapu, estas concepções estão relacionadas não só com aspectos geográficos, mas com identidades territoriais, complexos de relações culturais que vão muito além do terreno ou da mera localização geográfica. 